# Robin Millar (homme politique)
Pour l’article homonyme, voir Robin Millar.
Robin John Millar (né en octobre 1968) est un homme politique britannique du Parti conservateur qui est député pour Aberconwy de 2019 à 2024,.

## Carrière politique
Millar commence sa carrière politique en 2011 en tant que membre du Forest Heath Council pour le quartier All Saints à Newmarket. Millar est chef adjoint du Forest Heath Council et maire de Newmarket. Plus tard, il devient membre du conseil du comté de Suffolk pour le siège de Newmarket et du conseil de district de West Suffolk pour Newmarket Nord avant de devenir député en 2019,.
Il se présente dans la circonscription d'Arfon aux élections générales de 2010, terminant à la 3e place avec 16,7% des voix. Il est directeur et administrateur de Conservative Christian Fellowship depuis 2009.